# Jaffueliobryum arsenei
Jaffueliobryum arsenei är en bladmossart som beskrevs av Thériot 1928. Jaffueliobryum arsenei ingår i släktet Jaffueliobryum och familjen Grimmiaceae. IUCN kategoriserar arten globalt som starkt hotad. Inga underarter finns listade i Catalogue of Life.